# Quioborique
Quioborique, pleme američkih Indijanaca koje je po iskazu Juan Sabeate (1683), poglavice Jumano Indijanaca, živjelo tri dana putovanja sjeveroistočno od od ušća rijeke Conchos, negdje u području donjeg toka Rio Grandea u Teksasu. O njima nije poznato kojoj jezičnoj ili etničkoj zajednici pripadaju, a John Reed Swanton (1873-1958), s rezervom ih klasificira među Coahuiltecan plemena. 

## Vanjske poveznice
- Quioborique Indians